# John Gaeta
John C. Gaeta és un creador, dissenyador i inventor, nascut el 1965, reconegut per la seva implicació en la saga The Matrix. En aquesta va explorar i va avançar en els mètodes com el bullet time, la cinematografia virtual o la universal capture. Altres àrees d'exploració inclouen HoloCinema i experimentació dins el món de la realitat virtual.
John Gaeta va néixer el 1965 a Nova York, i va desenvolupar un interès en la fotografia i les pel·lícules de Stanley Kubrick i Ridley Scott. Va entrar a la Universitat de Nova York per estudiar cinema, i va començar a treballar en programes com Saturday Night Live fent d'assistent de producció.
Gaeta es va interessar per la feina que oferia la nova empresa del creador dels efectes de 2001: Una Odissea a l'espai, Douglas Trumbull. Gaeta va entrar al departament de càmera de la companyia, anomenada Trumbull Company, i allà va conèixer nous formats de cinema com IMAX o el CGI (imatges generades per ordinador).
L'aspecte que més va captivar Gaeta va ser el CGI. Va ajudar a desenvolupar tècniques avançades de fotogrametria. El 1996 va començar a treballar en la producció de The Matrix. Per aquesta pel·lícula Gaeta va crear l'effecte bullet time. Aquest efecte es basava en un la creació d'un espai "virtual" que permetés la recreació en un ordinador per tal de manipular-la un cop gravada en un croma. L'efecte va dotar de gran fama la pel·lícula, i Gaeta va rebre un Oscar a millors efectes visuals.
Per a les dues pel·lícules següents, Gaeta va innovar amb les tècniques que permetien la recreació d'actors en imatges creades completament per ordinador. Gaeta va anomenar aquest procés cinematografia virtual, així com tota imatge generada per ordinador que fes servir les tècniques del llenguatge cinematogràfic. La recreació dels actors la va aconseguir amb una tècnica anomenada universal capture.
La seva feina a la saga va produir un gran impacte, i a films posteriors com El Curiós Cas de Benjamin Button o Avatar, es poden veure els impactes que va tenir la seva voluntat d'innovar en aquest aspecte d'apropar la cinematografia i el món dels efectes visuals.
A partir de llavors ha seguit col·laborant amb les directores de la saga Matrix, les germanes Wachowski. Gaeta no ha parat d'involucrar-se en projectes que busquen apropar el realisme al món dels efectes d'ordinador. Entre les seves últimes investigacions es troben aquelles realitzades per una branca de la companyia LucasFilm, ILMxLAB, de la qual ell n'és un dels fundadors. Entre aquestes destaquen HoloCinema (cinema en format hologràfic), realitat virtual i realitat mixta (mixed reality).